# Million Years Ago (bài hát)
"Million Years Ago" là bài hát của ca sĩ-nhà viết nhạc người Anh Adele từ album phòng thu thứ ba của cô, 25 (2015). Bài hát được viết bởi Adele Adkins và Greg Kurstin. Ca khúc đạt đến vị trí thứ 64 trên bảng xếp hạng UK Singles Chart và thứ 94 trên bảng xếp hạng Irish Singles Chart, đồng thời cũng nằm trên bảng xếp hạng của Úc, Canada, Bỉ, Pháp, Đức và Hoa Kỳ.

## Sáng tác
"Million Years Ago" là một bản acoustic với một nhạc cụ đi kèm duy nhất là đàn ghi-ta, trong đó Adele mong nhớ "về sự bình dị của tuổi thơ không quá xa vời. Kết hợp với tiếng ậm ừ ảnh hưởng từ Trung Đông trong phần nhạc nền, gợi liên tưởng đến ca khúc 'Frozen' của Madonna".
Lời bài hát có chủ đề về sự nổi tiếng, và việc nó đã "gây hoảng sợ" như thế nào. Cụ thể, lời ca kể về sự nổi tiếng đã ảnh hưởng đến cô và những người xung quanh cô, về nỗi nhớ bầu không khí, nhớ mẹ, nhớ những người bạn của cô, nhưng "cuộc đời cô chỉ lóe lên rồi trôi qua và tất cả những gì cô có thể làm là chứng kiến nó và khóc."

## Biểu diễn trực tiếp
Adele đã biểu diễn ca khúc trong Adele at the BBC, chương trình được ghi hình tại The London Studios vào ngày 2 tháng 11 và lên sóng trên kênh BBC One ngày 20 tháng 11. Cô cũng trình diễn ca khúc trong chương trình Today vào ngày 25 tháng 11 năm 2015.

## Xếp hạng

### Xếp hạng tuần
| Bảng xếp hạng (2015)                              | Vị trí cao nhất |
| ------------------------------------------------- | --------------- |
| Úc (ARIA)                                         | 84              |
| Bỉ (Ultratop 50 Flanders)                         | 48              |
| Bỉ (Ultratop 50 Wallonia)                         | 46              |
| Canada (Canadian Hot 100)                         | 97              |
| Phần Lan Download (Latauslista)                   | 8               |
| Pháp (SNEP)                                       | 42              |
| Trường songid là BẮT BUỘC CHO BẢNG XẾP HẠNG ĐỨC   | 74              |
| Hungary (Single Top 40)                           | 36              |
| Ireland (IRMA)                                    | 94              |
| Scotland (OCC)                                    | 24              |
| Tây Ban Nha (PROMUSICAE)                          | 25              |
| Anh Quốc (OCC)                                    | 64              |
| Hoa Kỳ Bubbling Under Hot 100 Singles (Billboard) | 19              |